# Rob Huebel
Rob Huebel, all'anagrafe Robert Anderson Huebel (Alexandria, 4 giugno 1969), è un attore, comico e sceneggiatore statunitense.

## Biografia
È noto soprattutto per i suoi sketch comici nella serie televisiva Human Giant di MTV e per la sua interpretazione nella parte del Dott. Owen Maestro in Childrens Hospital di Adult Swim e Medical Police di Netflix. È apparso inoltre nel ruolo di Russell in The League di FX e FXX e come Len Novak nella serie televisiva Transparent di Prime Video.
Nel dicembre 2022, Entertainment Weekly ha definito Huebel "il principale attore caratterista della sua generazione".

## Filmografia parziale

### Cinema
- Vi presento i nostri (Little Fockers), regia di Paul Weitz (2010)
- Paradiso amaro (The Descendants), regia di Alexander Payne (2011)
- Le regole della truffa (Flypaper), regia di Rob Minkoff (2011)
- Separati innamorati (Celeste & Jesse Forever), regia di Lee Toland Krieger (2012)
- Che cosa aspettarsi quando si aspetta (What to Expect When You're Expecting), regia di Kirk Jones (2012)
- Cercasi amore per la fine del mondo (Seeking a Friend for the End of the World), regia di Lorene Scafaria (2012)
- Come ammazzare il capo 2 (Horrible Bosses 2), regia di Sean Anders (2014)
- Barely Lethal - 16 anni e spia (Barely Lethal), regia di Kyle Newman (2015)
- Baywatch, regia di Seth Gordon (2017)
- Fun Mom Dinner, regia di Alethea Jones (2017)

### Televisione
- The Office - serie TV, 3 episodi (2009-2010)
- Modern Family – serie TV,  1 episodio (2011)
- How I Met Your Mother – serie TV,  1 episodio (2012)
- Parks and Recreation - serie TV, 1 episodio(2014)
- Last Week Tonight with John Oliver - serie TV, 1 episodio (2015)
- Wet Hot American Summer: First Day of Camp – serie TV (2015)
- The League – serie TV, 10 episodi (2009-2015)
- Childrens Hospital – serie TV, 79 puntate (2008-2016)
- Hart of Dixie - serie TV, 1 episodio (2013)
- Angie Tribeca - serie TV, 1 episodio (2017)
- Hawaii Five-0 - serie TV, 1 episodio (2017)
- Transparent – serie TV, 29 episodi (2014-2019)
- The Goldbergs – serie TV, 8 episodi (2014-2020)
- Do You Want to See a Dead Body? – serie TV, 15 episodi (2017)
- Abby's – serie TV, episodio 1x09 (2019)
- Un volto, due destini - I Know This Much Is True (I Know This Much Is True) – miniserie TV, 6 puntate (2020)
- Piccoli brividi (Goosebumps) – serie TV, 7 episodi (2023)
- Knuckles – miniserie TV, 2 episodi (2024)

### Doppiaggio
- Cattivissimo me (Despicable Me), regia di Pierre Coffin e Chris Renaud (2010)

## Doppiatori italiani
Nelle versioni in italiano delle opere in cui ha recitato, Rob Huebel è stato doppiato da:
- Massimo De Ambrosis in Baywatch, Medical Police, Wet Hot American Summer: Ten Years Later
- Luca Sandri in How I Met Your Mother, Transparent, Transparent - Finale musicale
- Alessio Cigliano in Unbreakable Kimmy Schmidt, Un volto, due destini - I Know This Much Is True, Piccoli Brividi
- Vittorio De Angelis in I Love You, Man
- Fabio Boccanera in Provaci ancora Gary
- Roberto Certomà in Hart of Dixie
- Gabriele Lopez in The League
- Edoardo Stoppacciaro in Tre all'improvviso, Modern Family
- Luca Intoppa in Le regole della truffa
- Gianfranco Miranda in Paradiso amaro
- Massimiliano Manfredi in The Goldbergs
- Riccardo Rossi in Che cosa aspettarsi quando si aspetta
- Giorgio Bonino in Benvenuti nella giungla
- Massimo Bitossi in Agents of S.H.I.E.L.D.
- Raffaele Carpentieri in Parks and Recreation
- Daniele Valenti in Wet Hot American Summer: First Day of Camp
- Luigi Rosa in Fun Mom Dinner
- Vittorio Guerrieri in Angie Tribeca
- Ugo De Cesare in Brooklyn Nine-Nine
- Nanni Baldini in Hawaii Five-0
- Francesco Trifilio in Abby's
- Giuliano Bonetto in Spontaneous
- Mauro Gravina in Running Point

Da doppiatore è sostituito da:
- Massimo Braccialarghe in Cattivissimo me
- Massimo Bitossi in Archer
- Ugo De Cesare in Bob's Burgers
- Fabio Gervasi in Big Mouth